# No Excuses
No Excuses – pierwszy singel amerykańskiego zespołu muzycznego Alice in Chains, promujący opublikowany w styczniu 1994 minialbum Jar of Flies. Czas trwania wynosi 4 minuty i 15 sekund, co sprawia, że utwór należy do jednego z krótszych na płycie. Autorem tekstu i kompozytorem jest Jerry Cantrell.
„No Excuses” został nagrany przez Alice in Chains podczas sesji do minialbumu Jar of Flies we wrześniu 1993. Skomponowany przez Cantrella singel odniósł w rozgłośniach radiowych sukces komercyjny, plasując się, jako pierwszy utwór w dorobku zespołu, na szczycie zestawienia Album Rock Tracks, opracowywanego przez tygodnik „Billboard”. Wysoką, 3. lokatę odnotował także na liście Modern Rock Tracks. „No Excuses”, podobnie jak pozostała część materiału zawartego na Jar of Flies, cechuje się łagodnym brzmieniem i dominacją instrumentów akustycznych. W 1994 utwór nominowany był do nagrody Billboard Music Award w kategorii Top Rock Song.

## Analiza

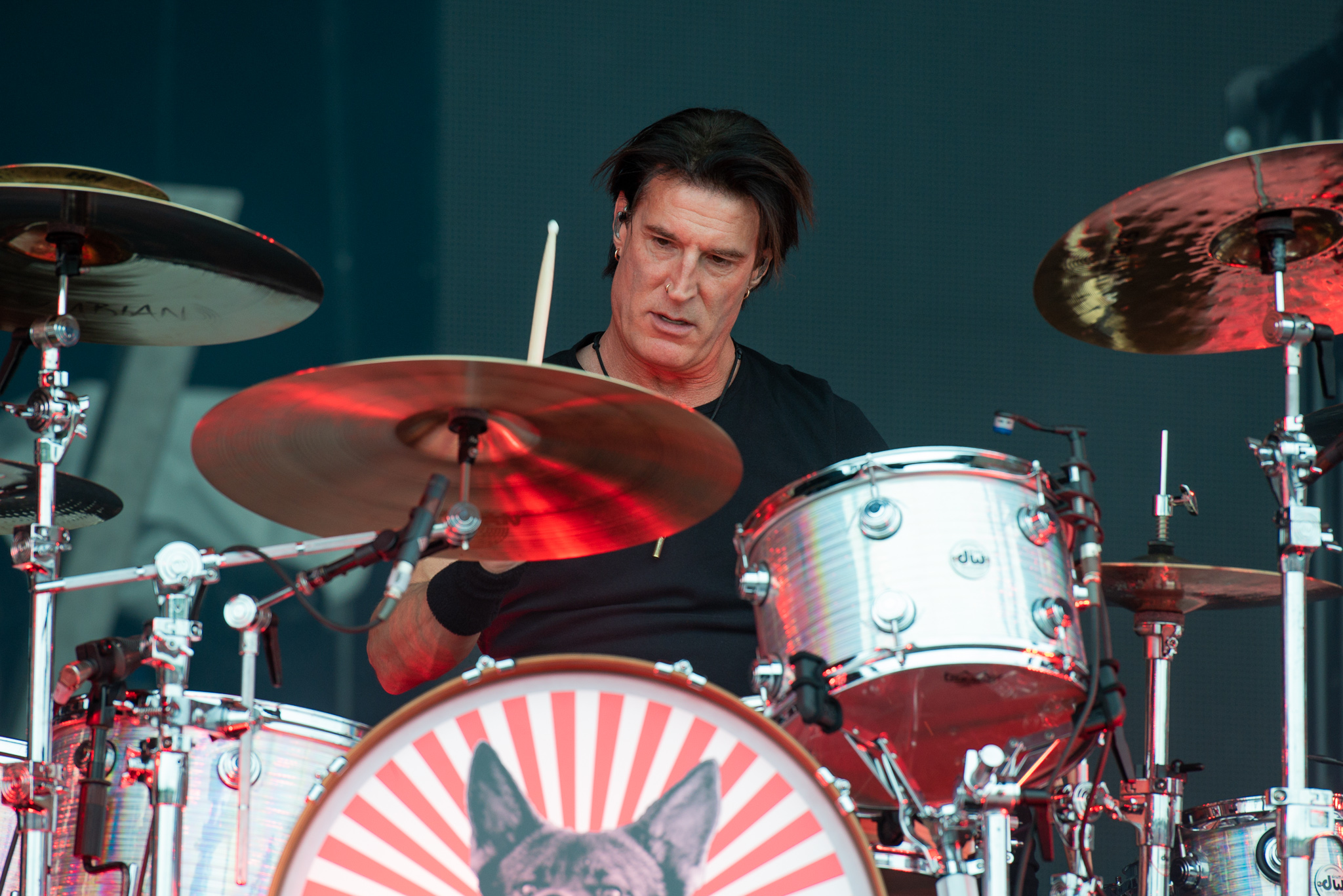
Charakterystyczne synkopy zostały zaimprowizowane przez Kinneya

Napisany przez Jerry’ego Cantrella „No Excuses” traktuje o niestabilnych relacjach i odnosi się do osoby Layne’a Staleya, który z powodu swojego uzależnienia od narkotyków, w owym czasie znacznie odsunął się od zespołu i poświęcał mu mało czasu. Matt Melis z Consequence of Sound napisał: „Na wspaniałym singlu «No Excuses», Staley i Cantrell dzielą wspólnie wers: «You’re my friend, I will defend and if we change, well, I love you anyway». Jest to po prostu piękny sentyment o przyjaźni”.
Utwór skomponowany jest według schematu Eb-Ab-Db-Gb-Eb w tonacji B-dur. Główny otwierający riff autorstwa Cantrella, posiadający łatwy rytm, zagrany jest przy zastosowaniu otwartego strojenia B i E, opartego na zawieszonych akordach. Partia solówki gitarowej zagrana jest w skali h-moll według schematu B-D-E-F#-A. Charakterystyczne synkopowane otwarcie partii perkusji, powstało w wyniku improwizacji. Sean Kinney odgrywał technikę polegającą na uderzaniu w obręcz werbla. Toby Wright, który nie był zwolennikiem jej stosowania, przyznał: „Ostatecznie zdecydowaliśmy się zlikwidować niektóre bongosy i mniejsze bębny usytuowane przy hi-hatcie, dzięki czemu włączyliśmy je do tego rytmu”.
Utwór charakteryzuje się harmonizacją wokalną Staleya i Cantrella, występującą zarówno w zwrotkach, jaki refrenach. Ned Raggett z AllMusic podkreślił, że „No Excuses” cechuje się „niefrasobliwym tempem, delikatną grą perkusji i instrumentów perkusyjnych” oraz „chwytliwym refrenem”.

## Teledysk
Teledysk do „No Excuses” został zrealizowany w lutym 1994. Reżyserią zajął się Matt Mahurin, który wcześniej odpowiadał za wideoklip do „Angry Chair” (1992) z albumu Dirt. Edycją zajęli się Mahurin i Glenn Lazzaro. Fabuła teledysku przedstawia mężczyznę w kapeluszu (Max Perlich) biegającego po zaśnieżonej ścieżce i kobietę ukrywającą się pośród ubrań w sklepie. Ukazane są również ujęcia śpiewającego Staleya i Cantrella. Wideoklip został zamieszczony na albumie kompilacyjnym Music Bank: The Videos (1999).

## Wydanie
Singel „No Excuses” został opublikowany w lutym 1994 nakładem wytwórni Columbia. Rozszerzona wersja singla zawierała na stronie B kompozycję „Brother”, pochodzącą z minialbumu Sap (1992).
Koncertowy zapis utworu został zamieszczony na albumie Unplugged (1996). W późniejszym czasie „No Excuses” znalazł się na wszystkich czterech kompilacyjnych płytach zespołu – Nothing Safe: Best of the Box (1999), Music Bank (1999), Greatest Hits (2001) i The Essential Alice in Chains (2006).

## Odbiór

### Krytyczny

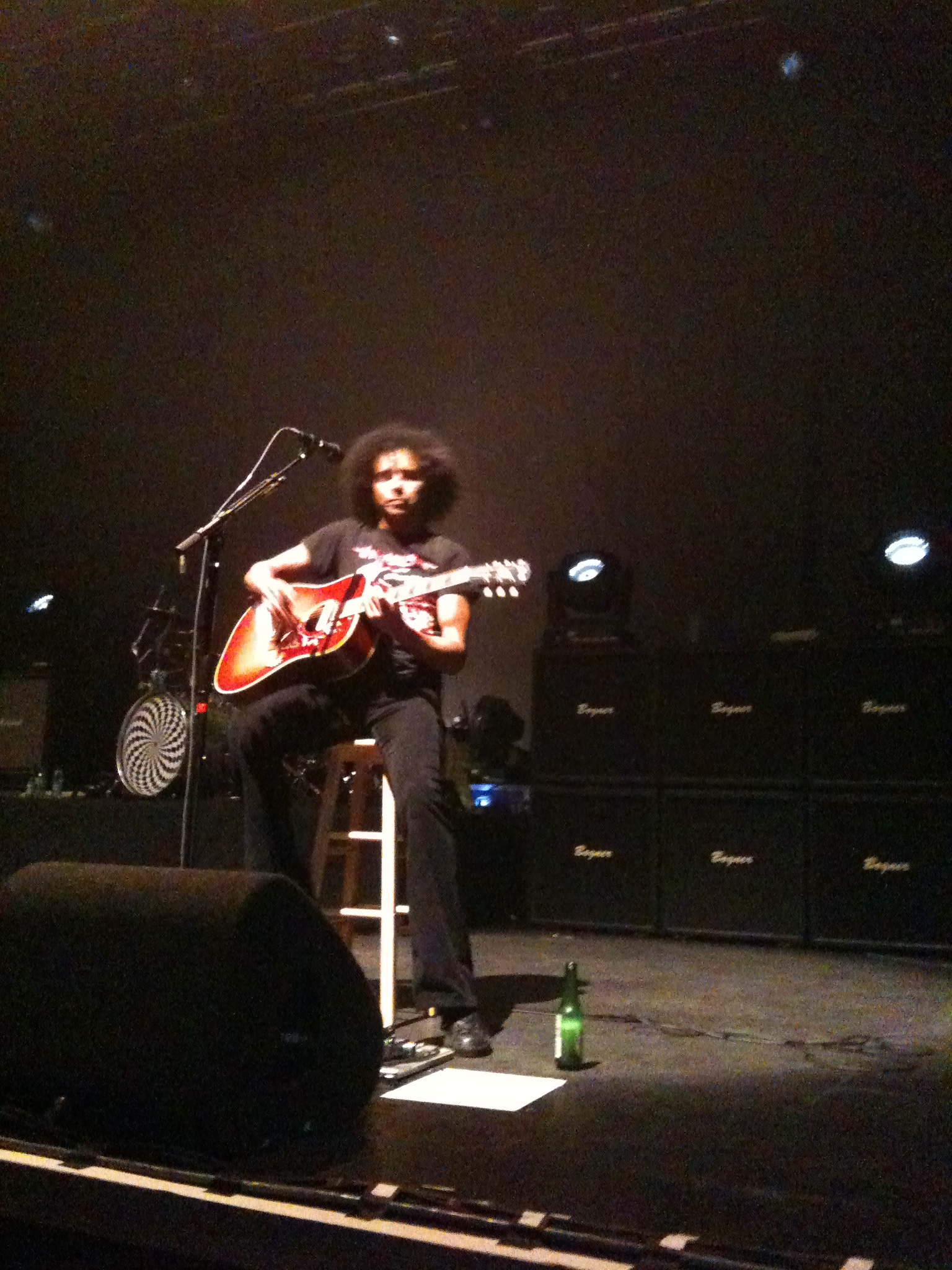
William DuVall wykonujący utwór „No Excuses” w holenderskim klubie 013, 19 listopada 2009

Ned Raggett z AllMusic stwierdził, że „Alice in Chains udowodnili, iż potrafią tworzyć melodyjne oraz łagodne i nastrojowe utwory”. Autor dodał, że kompozycja, ze względu na swój chwytliwy refren, stała się sporym przebojem. „Krótkie solo elektryczne Cantrella jest przyjemne, ale to jego główne dzieło akustyczne, które rzeczywiście uderza najlepiej, wyznaczając ciepły ton oraz dopasowanie stałej energii sekcji rytmicznej”. Ric Albano z brytyjskiego „Classic Rocka” podkreślił harmonijne partie wokalne Staleya i Cantrella, a także brzmienie gitary i basu, które określił mianem „hipnotyzującego”. Autor napisał w dalszej części: „Niefrasobliwe tempo i chwytliwy refren, który trafił w gusta słuchaczy”. Caren Myers z magazynu „Details” warstwę brzmieniową utworu porównała do dokonań grupy R.E.M. i opisała ją jako „nakrapianą słońcem”. Z kolei Tom Sinclair z „Entertainment Weekly” brzmienie „No Excuses” przyrównał do stylu klasycznego rocka lat 70. Magazyn Kerrang! napisał: „Prawdopodobnie najbardziej sugestywny moment na Jar of Flies, czuć letni klimat akustycznej gitary niezgodnej z równowagą rytmu Kinneya i [Mike’a] Ineza”. Również Rob Sheffield z magazynu „Spin” podkreślił charakterystyczną harmonizację partii wokalnych.

### Komercyjny
12 lutego 1994 „No Excuses” zadebiutował na 19. lokacie w zestawieniu Album Rock Tracks, opracowywanym przez magazyn „Billboard”. 26 marca, po siedmiu tygodniach obecności na liście, singel, jako pierwszy w dorobku Alice in Chains, uplasował się na szczycie notowania, pozostając na nim do 8 kwietnia. Łącznie w zestawieniu „No Excuses” notowany był przez dwadzieścia sześć tygodni. Także 12 lutego utwór zadebiutował na 21. miejscu listy Modern Rock Tracks, gdzie 30 kwietnia, będąc dwunasty tydzień w zestawieniu, uplasował się na 3. lokacie. 23 kwietnia „No Excuses” dotarł do 48. miejsca zestawienia Billboard Hot 100 Airplay oraz tydzień później do 32. na Top 40 Mainstream. W Kanadzie singel dotarł do 17. lokaty RPM 100 Hit Tracks. Z kolei 24 czerwca, po sześciu tygodniach, uplasował się na 28. miejscu listy przebojów Programu Trzeciego.
W zestawieniu końcoworocznym, opublikowanym przez „Billboard” 24 grudnia 1994, „No Excuses” zajął 4. lokatę na Album Rock Tracks i 30. na Modern Rock Tracks. W Kanadzie singel odnotował 98. pozycję RPM 100 Hit Tracks.

### Nagrody i nominacje
7 grudnia 1994, podczas 6. ceremonii wręczenia nagród Billboard Music Award, „No Excuses” został wyróżniony nominacją w kategorii Top Rock Song.
| Rok  | Nagroda               | Kategoria     | Odbiorcy i nominowani | Wynik     | Źródło |
| ---- | --------------------- | ------------- | --------------------- | --------- | ------ |
| 1994 | Billboard Music Award | Top Rock Song | „No Excuses”          | Nominacja | [ 34 ] |

### Wykorzystanie utworu
W 2009 „No Excuses” wszedł w skład zestawu utworów zawartych w grze muzycznej Guitar Hero: Metallica oraz został wydany jako zawartość do pobrania dla gry Rock Band. 12 grudnia 2017 singel został udostępniony jako zawartość do pobrania dla muzycznej gry komputerowej Rocksmith, będąc częścią zestawu obejmującego także inne kompozycje zespołu – „Down in a Hole”, „Rooster”, „Nutshell” i „Heaven Beside You”.

### Zestawienia
„No Excuses” został sklasyfikowany na 80. pozycji zestawienia „100 najlepszych utworów 1994 roku”, przygotowanego przez australijską rozgłośnię radiową Triple J. W 2014 magazyn „Spin” umieścił kompozycję na 30. lokacie w przygotowanym przez siebie rankingu „100 najlepszych alternatywnych utworów 1994 roku”. Autor Kyle McGovern zaznaczył, że „No Excuses” był rodzajem „gałęzi oliwnej dla fanów”, podkreślając „wyluzowane, charakterystyczne i przejmujące harmonie wokalne”.
| Rok  | Tytuł                                              | Publikacja | Pozycja | Źródło |
| ---- | -------------------------------------------------- | ---------- | ------- | ------ |
| 1994 | „100 najlepszych utworów 1994 roku”                | Triple J   | 80      | [ 37 ] |
| 2014 | „100 najlepszych alternatywnych utworów 1994 roku” | „Spin”     | 30      | [ 38 ] |

## Utwór na koncertach
„No Excuses” zadebiutował na koncercie 7 stycznia 1994 w Hollywood Palladium w Los Angeles, w trakcie 20-minutowego akustycznego występu Alice in Chains, będącego częścią benefisu Johna Norwooda Fishera z formacji Fishbone. Drugie wykonanie miało miejsce 10 kwietnia 1996 w nowojorskim Majestic Theatre w ramach cyklu MTV Unplugged. Zapis koncertu ukazał się na płycie Unplugged. Było to także ostatnie wykonanie utworu ze Staleyem w składzie. Od momentu reaktywacji grupy w 2005, „No Excuses” jest regularnie wykonywany podczas wszystkich tras zespołu.

## Lista utworów na singlu
singel CD (CSK 5614):
| Nr | Tytuł utworu | Autorzy        | Długość |
| -- | ------------ | -------------- | ------- |
| 1. | „No Excuses” | Jerry Cantrell | 4:15    |

singel CD (COL 660097 1):
| Nr | Tytuł utworu | Autorzy  | Długość |
| -- | ------------ | -------- | ------- |
| 1. | „No Excuses” | Cantrell | 4:15    |
| 2. | „Brother”    | Cantrell | 4:27    |
|    |              |          | 8:42    |

## Personel
Opracowano na podstawie materiału źródłowego:
|  | Alice in Chains - Layne Staley – śpiew - Jerry Cantrell – śpiew, gitara akustyczna, gitara elektryczna, wokal wspierający - Mike Inez – gitara basowa - Sean Kinney – perkusja | Produkcja - Producent muzyczny: Alice in Chains - Inżynier dźwięku: Toby Wright - Miksowanie: Toby Wright w Scream Studio, Los Angeles - Mastering: Precision Mastering |

## Notowania i certyfikaty
| Lista (1994)                                  | Pozycja |
| --------------------------------------------- | ------- |
| Album Rock Tracks (Stany Zjednoczone)         | 1       |
| Billboard Hot 100 Airplay (Stany Zjednoczone) | 48      |
| Lista przebojów Programu Trzeciego (Polska)   | 28      |
| Modern Rock Tracks (Stany Zjednoczone)        | 3       |
| RPM 100 Hit Tracks (Kanada)                   | 17      |
| Top 40 Mainstream (Stany Zjednoczone)         | 32      |

| Lista (1994)                           | Pozycja |
| -------------------------------------- | ------- |
| Album Rock Tracks (Stany Zjednoczone)  | 4       |
| Modern Rock Tracks (Stany Zjednoczone) | 30      |
| RPM 100 Hit Tracks (Kanada)            | 98      |

| Państwo                  | Certyfikat  | Sprzedaż |
| ------------------------ | ----------- | -------- |
| Nowa Zelandia (RIANZ)    | złota płyta | 15 000+  |
| Stany Zjednoczone (RIAA) | złota płyta | 500 000+ |

## Interpretacje
- W 1993 Staley wykonał „No Excuses” wraz z zespołem Second Coming, występującym jako cover band pod nazwą FTA[45].
- Zespoły Hurt i Smile Empty Soul wykonały cover utworu podczas występu w rozgłośni radiowej Banana 101.5 w 2012[46].
- Polska śpiewaczka Anita Rywalska-Sosnowska na albumie studyjnym Grunge (2014)[47].